# Félix-Corneille Lahure

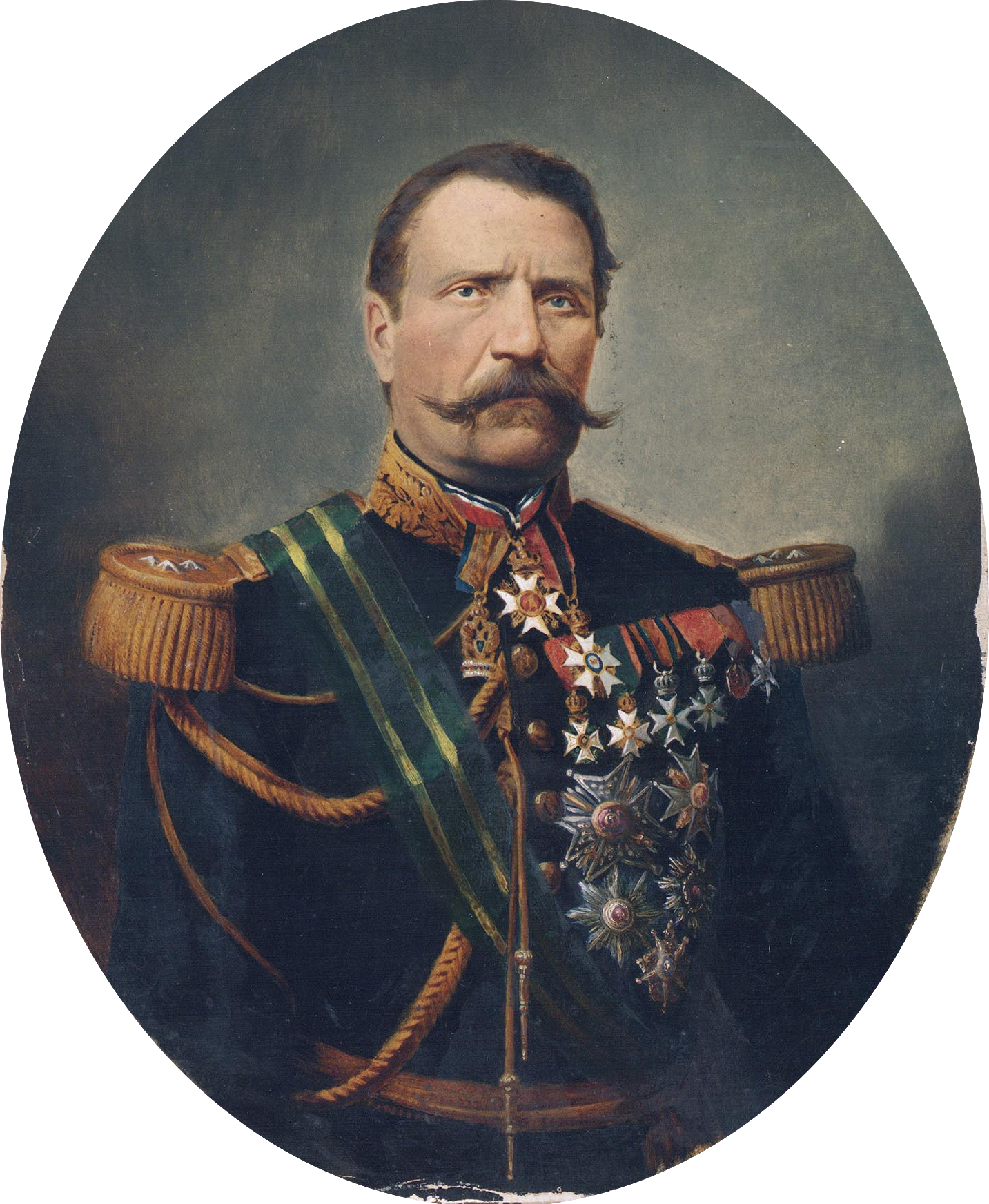

Felix Corneille Alexis Lahure (Brussel, 29 maart 1800 - Elsene, 1 februari 1882) was een Belgisch luitenant-generaal.

## Geschiedenis
Louis-Joseph Lahure, oom van Corneille, werd in 1811 verheven tot chevalier de l'Empire en in 1814 tot baron de l'Empire.

## Levensloop
Lahure was een zoon van de Franse kapitein Germain Lahure en van Joséphine Lannée. Hij begon als wachtmeester bij de kurassiers in Brussel aan een militaire carrière. Hij vertrok vrijwillig naar Nederlands-Indië en werd er ingedeeld bij het 7de Oost-Indische Huzaren. Generaal Josephus Jacobus van Geen bevorderde hem tot 2de luitenant en hij kreeg de Militaire Willemsorde 4de klas medaille voor zijn dapperheid tijdens de 5 jaar durende Java-oorlog.
Na zijn terugkeer uit Indië 1830 voegde hij zich bij het Belgisch leger en klom op tot de graad van luitenant-generaal. Hij was vleugeladjudant van koning Leopold II en inspecteur-generaal van de Rijkswacht.

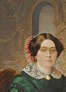
Aimée Victoire Jeannette Duvivier

Hij trouwde in 1833 met Jeannette Duvivier (1806-1877), dochter van minister en volksvertegenwoordiger Auguste Duvivier et Narcisse Gantois. In 1871 werd hij opgenomen in de Belgische erfelijke adel, met de titel baron overdraagbaar op alle afstammelingen.
Op 8 november 1883 verschenen zijn memoires ‘Les Indes Orientales Néerlandaise. Souvenirs par Le général Baron A.F. Lahure.’ 
Het echtpaar had slechts een zoon, Auguste Lahure (1835-1891), die kolonel werd en tevens auteur was van studies over militaire en koloniale kwesties. Hij was ontdekkingsreiziger in Marokko en werd in Belgisch-Congo secretaris-generaal van het Rode Kruis. Met zijn dood doofde de geadelde familie Lahure uit.